# Georg Ferdinand von Bentheim

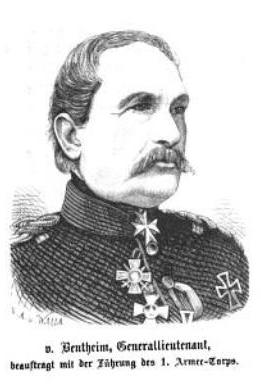
Georg Ferdinand von Bentheim (1807–1884)

Georg Ferdinand von Bentheim (* 11. Januar 1807 in Soldau; † 23. Oktober 1884 in Wiesbaden) war ein preußischer General der Infanterie.

## Leben

### Herkunft
Er war der Sohn des späteren preußischen Generalmajors Wilhelm von Bentheim (1768–1840) und dessen Ehefrau Dorothea Constance, geborene Holst (1794–1849).

### Militärkarriere
Bentheim kam am 8. April 1824 aus dem Kadettenkorps Kulm zum Kaiser Alexander Garde-Grenadier-Regiment Nr. 1 nach Berlin, wo er am 14. November 1825 zum Sekondeleutnant und am 18. April 1840 zum Premierleutnant befördert wurde. Mit seiner Beförderung zum Hauptmann am 13. April 1847 war die Ernennung zum Kompaniechef verbunden. Als Kompagnieführer seines Ursprungsregimentes nahm er 1848 in den Elbherzogtümern am Feldzug gegen Dänemark teil. Für die Teilnahme an den Gefechten bei Skrydstrup und am Überfall bei Apenrade erhielt er den Roten Adlerorden IV. Klasse mit Schwertern. 1849 nahm er an der Niederwerfung des Maiaufstandes in Dresden teil. Am 11. Mai 1852 wurde er Major und als Zweiter Kommandant des II. Bataillons des 4. Garde-Landwehr-Regiments nach Koblenz versetzt. Am 5. Juni 1856 kam es zur Rückversetzung zum Kaiser Alexander Grenadier-Regiment nach Berlin. Am 9. April 1857 folgte die Beförderung zum Oberstleutnant und am 31. Mai 1859 jene zum Oberst, am 14. Juni des gleichen Jahres wurde er Kommandeur des 2. Garde-Regiments zu Fuß.
Am 17. Dezember 1863 übernahm Bentheim kurzfristig die Führung der 27. Infanterie-Brigade der 14. Division. Während des Krieges gegen Dänemark übernahm er am 22. Januar 1864 das Kommando über die mobilen Garde-Grenadier-Brigade der Kombinierten Garde-Infanterie-Division. Mit seinen Truppen wirkte er bei verschiedenen Gefechten auf Jütland und bei der Erstürmung der Düppeler Schanzen mit und erhielt dafür das Kommandeurkreuz des Leopoldordens mit Kriegsdekoration und am 25. Juni 1864 die Beförderung zum Generalmajor. Am 17. Dezember 1864 zum Kommandeur der 1. Kombinierten Infanterie-Brigade ernannt, verblieb er bei den preußischen Truppen in Schleswig zurück.
Mit Ausbruch des Krieges gegen Österreich 1866 erhielt Bentheim das Kommando der 1. Kombinierten Landwehr-Division des der Hauptarmee an den Böhmischen Kriegsschauplatz folgenden 1. Reserve-Armeekorps. Außer einem kleinen Vorpostengefecht bei Aussig kam es zu keinen kriegerischen Tätigkeiten. Nach seiner Heimkehr wurde er am 17. September 1866 zum Kommandeur der 1. Division in Königsberg berufen, am 20. September folgte seine Beförderung zum Generalleutnant. Im Krieg gegen Frankreich führte er die ostpreußische Division im Rahmen des I. Armee-Korps im August über die französische Grenze und nahm an der Belagerung von Metz teil. Während der Schlacht von Noiseville am 31. August standen seine Brigade im Hauptangriffsfeld der französischen Rheinarmee. Nach dem Fall der Festung Metz rückten Bentheims Truppen an den nördlichen Kriegsschauplatz an die Somme ab und stießen bis Rouen vor. Mit dem 20. Oktober 1870 übernahm er anstelle des zum Kommandierenden Generals des 1. Armee berufenen von Manteuffel die Führung des I. Armee-Korps. Im Krieg hatte Bentheim beide Klassen des Eisernen Kreuzes und den Orden Pour le Mérite erworben. Im Juli 1871 wurde er zum Gouverneur von Metz ernannt. Mit der gesetzlichen Pension stellte man Bentheim am 8. März 1873 unter Verleihung des Charakters als General der Infanterie zur Disposition. Gleichzeitig verlieh ihm Wilhelm I. den Kronenorden I. Klasse mit dem Emeileband des Roten Adlerordens mit Eichenlaub und Schwertern am Ringe.
Seine letzten Lebensjahre verbrachte er in Wiesbaden, wo er an einem Herzschlag verstarb.

### Familie
Bentheim verheiratete sich am 24. Juli 1846 in Königsberg mit Adelheid Friederike Gottliebe von Proeck (1825–1904). Aus der Ehe gingen eine Tochter, die den späteren preußischen Generalleutnant Walther von Ingersleben (1859–1940) heiratete, sowie die Söhne Oskar (1848–1907) und Alfons hervor.